# Yang Jing
Yang Jing (chiń. 杨静; ur. 1 stycznia 1984) – chińska lekkoatletka, specjalizująca się w skoku o tyczce.

## Osiągnięcia
- złoty medal halowych igrzysk azjatyckich (Bangkok 2005)

## Rekordy życiowe
- skok o tyczce – 4,40 (2005)
- skok o tyczce (hala) – 4,31 (2005)